# Guillaume Massart
Guillaume Massart est un réalisateur français né en 1983.

## Biographie
Guillaume Massart est producteur et il a réalisé une dizaine de courts métrages, mais il est connu surtout pour son long métrage La Liberté, tourné au centre de détention de Casabianda en Corse  et sorti en 2019.

## Filmographie

### Courts métrages
- 2009 : Passemerveille
- 2010 : Les dragons n'existent pas
- 2013 : Le Magasin
- 2017 : Fleurs sauvages

### Longs métrages
- 2019 : La Liberté
- 2020 : En formation (monteur)